# فاضلي
فاضلی هي قریة تقع في قسم شيخ عامر جنوب مقاطعة لامرد وفي جنوب غرب إيران.